# Petites Sœurs de l'Assomption
Les Petites Sœurs de l'Assomption (en latin :  Instituti Parvularum Sororum ab Assumptione) sont une congrégation religieuse féminine hospitalière de droit pontifical.

## Historique
La congrégation est fondée le 17 juillet 1865 à Paris par le Père Étienne Pernet (1824-1899), assomptionniste, et Antoinette Fage (1823-1883) en religion Mère Marie de Jésus, pour donner des soins gratuits aux malades à domicile en particulier ceux de la classe ouvrière. Les sœurs prononcent leurs vœux le 22 septembre 1866 et la congrégation est reconnue en juin 1875 par Josephe Guibert, archevêque de Paris. L'institut reçoit le décret de louange le 2 avril 1897 et ses constitutions sont définitivement approuvées par le Saint-Siège le 3 août 1901.

## Fusion et scission
- 1949 : Servas dos Pobres du Portugal, fusion avec les Petites Sœurs de l'Assomption.
- 1962 : Petites Sœurs des Champs fondées en 1844 à Gandalou dans la commune de Castelsarrasin par l'abbé Jean-Baptiste Marie Delpech (1807-1887) sous le nom d'Oratoire des filles de Marie Immaculée. En 1896 la congrégation est transférée à Malause (Tarn-et-Garonne) sous le nom de Religieuses gardes-malades de Bergerac. En 1924 elle prend le nom de Petites sœurs des malades, filles de Marie Immaculée, et en 1941 celui de Petites Sœurs des Champs, filles de l'Oratoire de Marie Immaculée. Le 27 septembre 1962, la congrégation est absorbée par les Petites Sœurs de l'Assomption[2].
- 1993 : scission avec une partie de la province italienne qui devient la congrégation des Sœurs de la charité de l'Assomption.

## Activités et diffusion
Les Petites Sœurs de l'Assomption sont actives dans le domaine socio-sanitaire.
Elles sont présentes en:
- Europe : France, Belgique, Espagne, Irlande, Italie, Portugal, Royaume-Uni.
- Amérique : Argentine, Brésil, Canada, Colombie, États-Unis, Pérou, Uruguay.
- Afrique : Burkina Faso, république démocratique du Congo, Madagascar, Tunisie.
- Asie : Vietnam.
- Océanie : Nouvelle-Zélande.

La maison-mère est à Paris, 57 rue Violet.
En 2017, la congrégation comptait 659 sœurs dans 97 maisons.

## Membres célèbres
- Antoinette Fage, Marie de Jésus (1824-1883), fondatrice.
- Bienheureuse Paul-Hélène Saint-Raymond (1927-1994), martyre[5],[6],[7],[8].
- Jeanne de Balanda (1862-1925).